# Amauroderma salisburiense
Amauroderma salisburiense är en svampart som först beskrevs av Van der Byl, och fick sitt nu gällande namn av D.A. Reid 1973. Amauroderma salisburiense ingår i släktet Amauroderma och familjen Ganodermataceae.   Inga underarter finns listade i Catalogue of Life.